# Steve Simonsen
Steve Preben Arthur Simonsen (ur. 3 kwietnia 1979 roku) – angielski bramkarz. Karierę rozpoczynał w Tranmere Rovers.

## Kariera klubowa
Na początku w wieku 15 lat grał dla Nottingham Forest F.C. Po opuszczeniu tego klubu rozpoczął karierę w Tranmere Rovers. Po 42 meczach w zespole został wykupiony przez Everton. Była to kwota 3.3000 000 euro. W tym czasie Simonsen był uważany za jednego z najbardziej obiecujących talentów.

## Everton
Po przyjściu do Evertonu w 4 sezonach Simonsen rozegrał tylko 30 meczów. W lipcu 2001 roku bramkarz miał zostać sprzedany do Wigan Athletic, lecz transfer nie doszedł do skutku. W sezonie 2001/2 był podstawowym bramkarzem swojej drużyny. Kiedy nowym trenerem Evertonu został David Moyes bramkarz zasiadł na ławce rezerwowych. Simonsen odrzucił roczne przedłużenie umowy i w 2004 roku opuścił Everton.

## Stoke City
W lipcu 2004 roku podpisał kontrakt ze Stoke. Simonsen był pierwszym bramkarzem, który do 2008 roku rozegrał ponad 150 meczów. Został on uznany graczem Stoke City. Dzięki temu został on nagrodzony nowym kontraktem. W dniu 31 lipca 2007 roku podpisał trzyletni kontrakt. Odegrał ważną rolę w zespole w wywalczeniu awansu do Premier League. W sezonie 2008/9 do klubu dołączył Thomas Sorensen i Simonsen zasiadł na ławce rezerwowych. W marcu 2010 roku bramkarz został wypożyczony na jeden miesiąc do Sheffield Wednesday. Po powrocie do klubu na zasadzie wolnego gracza odszedł ze Stoke. Podczas 6-letniej kariery w barwach Garncarzy rozegrał około 200 meczów.

## Sheffield United
W roku 2010 Simonsen podpisał 2 letni kontrakt z Sheffield.

## Preston North End
16 sierpnia 2012 roku Simonsen podpisał jednoroczny kontrakt z Preston North End. W dniu 10 stycznia doznał kontuzji przeciwko Coventry City. 22 stycznia został zwolniony z obowiązującą umową.

## Kariera reprezentacyjna
Simonsen w 1999 roku dołączył do reprezentacji Anglii do lat 21. Nigdy w swojej karierze nie został powołany do seniorskiej reprezentacji narodowej.

## Sukcesy
Stoke City
– Football League Championship (2007/8)